# Río Vils
El río Vils (pronunciado "Fils") es un afluente del río Lech con una longitud de 30 km. Está situada en las Alpes de Austria y Alemania.
Se origina en las Alpes de Algovia en Tirol (Austria) en el Vilsalpsee (que significa literalmente, «lago de Alp de la Vils»), fluye al norte a Baviera, Alemania, y después otra vez al Tirol. Atraviesa la comunidad de Vils y desemboca en el río Lech, algo al sur de la localidad de Fussen.
- Datos: Q568549
- Multimedia: Vils (Lech) / Q568549